# Renaud Labaye
Pour les articles homonymes, voir Labaye.
 (septembre 2024).
Renaud Labaye, né le 6 décembre 1984, est un homme politique français et actuel secrétaire général du groupe Rassemblement national (RN) à l'Assemblée nationale.

## Biographie
Renaud Labaye grandit à Versailles.

### Formation et début de carrière
Renaud Labaye est diplômé de l'École spéciale militaire de Saint-Cyr de 2005 à 2008, où il obtient le grade de lieutenant, et de HEC Paris en 2009. Après ses études, il commence sa carrière comme chargé de mission au sein de la direction générale de la compétitivité, de l'industrie et des services au ministère de l'Économie et des Finances de 2010 à 2014.

### Carrière politique

#### Attaché parlementaire puis directeur de cabinet de Marine Le Pen
Entre 2014 et 2017, Renaud Labaye travaille comme attaché parlementaire de deux sénateurs non inscrits, Stéphane Ravier des Bouches-du-Rhône et David Rachline du Var. En 2017, Rachline, alors maire de Fréjus, recommande Labaye à Marine Le Pen, qui cherche à revitaliser les ressources humaines du Front national (FN), devenu plus tard Rassemblement national. Renaud Labaye devient alors directeur de cabinet de Marine Le Pen.

#### Secrétaire général du Groupe Rassemblement national
En 2022, après les élections législatives où le Rassemblement national (RN) fait une percée significative avec 88 députés, Marine Le Pen nomme Renaud Labaye secrétaire général du groupe parlementaire du RN à l'Assemblée nationale. Dans ce rôle, Labaye est responsable de coordonner les activités des députés du RN et de développer une « culture parlementaire » au sein du groupe. Il fixe des objectifs clairs : s'opposer aux politiques d'Emmanuel Macron, tout en préparant une alternative politique pour l'élection présidentielle française de 2027.
Il est également l'un des principaux conseillers de Marine Le Pen. Il contribue à modifier le programme économique du parti au profit d'un positionnement libéral : renoncement à abolir la flat tax et à rétablir l’impôt sur la fortune, allègements massifs des droits de succession, suppression des impôts de production.